# Maillard-reakció
A monoszacharidok, általánosságban pedig a redukáló szénhidrátok szabad aminocsoporttal reagálva, megfelelő körülmények között, bonyolult, többirányú reakcióból álló változáson mennek keresztül, amelynek során aromakomponensek és barna színű pigmentek, melanoidinek keletkeznek. A folyamatot nem enzimes barnulásnak (NEB) vagy a reakció első tanulmányozójáról Maillard-reakciónak nevezik.